# 四川省成都市第四十九中学校
四川省成都市第四十九中学校，简称成都市第四十九中学、成都四十九中，是位于中华人民共和国四川省成都市成华区圣灯路39号的一所四川省二级示范性普通高级中学。前身为成都市圣灯中学校。学校创办于1977年。现有高中教学班16个，初中教学班22个，有学生2000多人，教职工140余人。与成都九中联合办学，又称成都市树德成华中学。

## 有关事件
2021年5月9日，发生了学生坠楼事件，16岁的高二学生林唯麒于5月9日18:40许高空坠亡，随后成华区教育局于5月11日凌晨通报係属个人行为，排除刑事案件。5月11日晚，成都市公安局成华分局发布通报称，认定林唯麒係高坠死亡，排除刑事案件。通报称，已依法将调查结论告知林唯麒家属，家属对调查结论无异议。 事后，学校安排心理医生对其同班同学进行心理疏导。